# Perlica (zwyczajna)
Perlica (zwyczajna), perliczka, perlica dzika, pantarka (Numida meleagris) – gatunek dużego ptaka z rodziny perlic (Numididae), jedyny przedstawiciel rodzaju Numida.
Zamieszkuje Afrykę na południe od Sahary (populacja z Maroka prawdopodobnie wymarła). Introdukowana w wielu rejonach świata, m.in. w południowo-zachodniej części Półwyspu Arabskiego, na Madagaskarze, Karaibach czy w Australazji. Prowadzi naziemny tryb życia, w sytuacji zagrożenia raczej ucieka pieszo, niż fruwa. Jest wytrwałym biegaczem, może przebiec do 5 km dziennie. Poza sezonem lęgowym tworzy stada liczące ok. 25 osobników. Na wolności dożywa do 12 lat. W wielu krajach udomowiona, jest hodowana dla smacznego mięsa i jaj.

## Systematyka
Obecnie wyróżnia się dziewięć podgatunków N. meleagris, choć opisano ich ponad 30:
- N. meleagris sabyi – północno-zachodnie Maroko; prawdopodobnie wymarł, choć istnieje szansa, że przetrwał w Atlasie Średnim[4].
- perlica białogłowa (N. meleagris galeatus) – zachodnia Afryka do południowego Czadu i północna Angola.
- perlica (zwyczajna) (N. meleagris meleagris) – wschodni Czad do zachodniej Etiopii, północnej Kenii, Ugandy i północnej Demokratycznej Republiki Konga.
- N. meleagris somaliensis – północno-wschodnia Etiopia, Somalia.
- perlica czarnobroda (N. meleagris reichenowi) – Kenia do środkowej Tanzanii.
- perlica soplowata (N. meleagris mitratus) – Tanzania do Mozambiku, Zambii i Botswany.
- N. meleagris marungensis – południowa Demokratyczna Republika Konga do zachodniej Angoli i Zambii.
- N. meleagris papillosus – Botswana, Namibia.
- N. meleagris coronatus – wschodnia RPA, introdukowany też w południowej RPA (Prowincja Przylądkowa Zachodnia)[3].

### Etymologia
Nazwa rodzajowa pochodzi od nazwy Numidia, historycznego państwa Berberów w północnej Afryce, obejmującego terytoria na zachód od Kartaginy i na wschód od Oranu. Epitet gatunkowy pochodzi od łacińskiego słowa meleagris, meleagridis – „perliczka” (od greckiego μελεαγρις meleagris,  μελεαγριδος meleagridos – „perliczka”).

## Morfologia

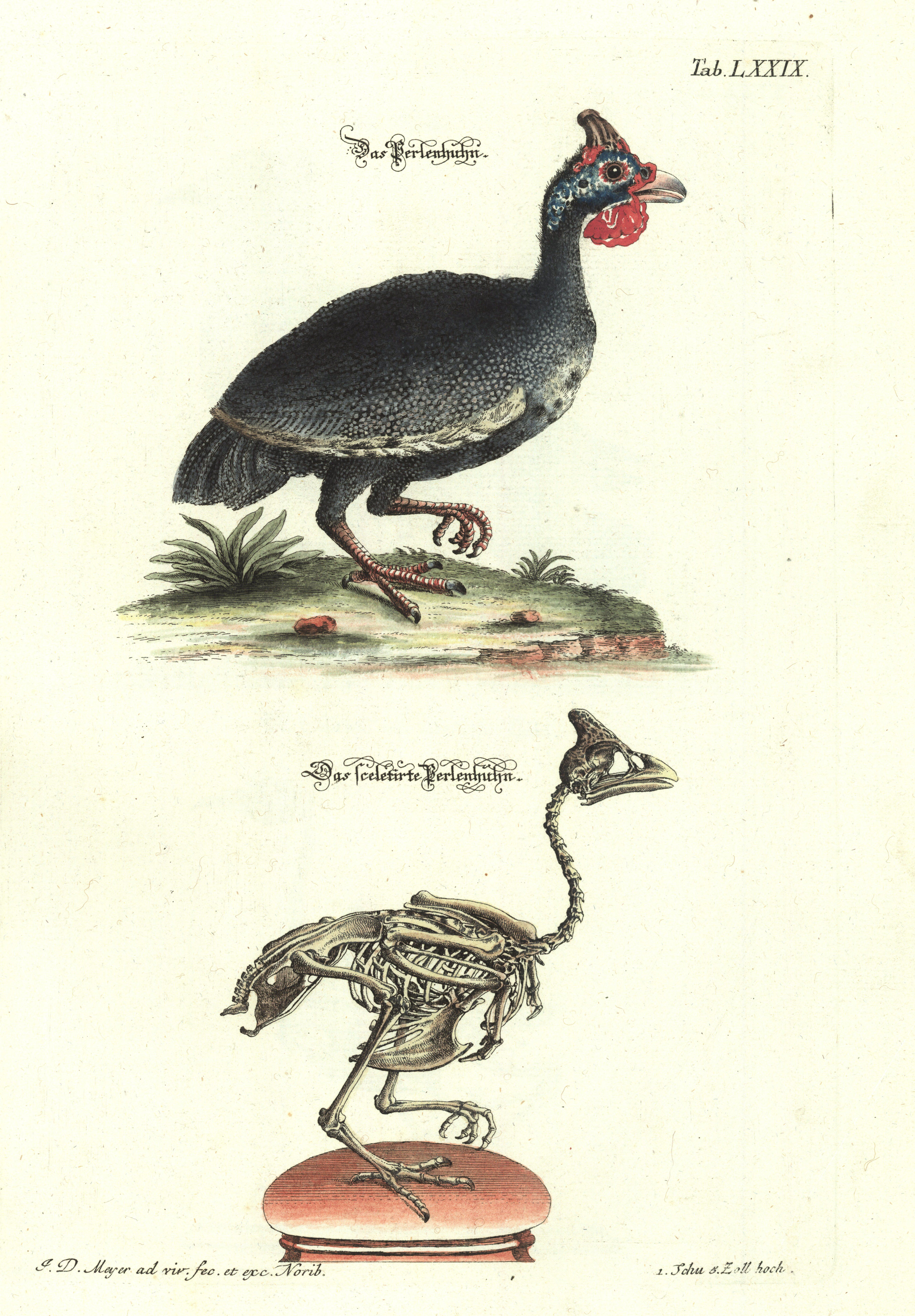
Perlica, miedzioryt kolorowany (Johann Daniel Meyer, 1748)

Cechy gatunkuSylwetka okrągła z małą głową. Upierzenie szaro-czarne, biało nakrapiane. W hodowli występują formy biało upierzone. Skrzydła krótkie i zaokrąglone, ogon krótki. Głowa nieopierzona, z czerwonymi i niebieskimi płatami skóry oraz czerwonym lub żółtym wyrostkiem kostnym na czubku.
Wymiary średniedł. ciała: 53–63 cm
 masa ciała: samca 1145–1816 g, samicy 1135–1823 g

## Ekologia i zachowanie
BiotopWystępuje na południe od Sahary, gdzie zamieszkuje wszystkie środowiska z wyjątkiem lasów deszczowych i pustyń. W południowych częściach kontynentu zasięg rozprzestrzenił się dzięki postępowi rolnictwa.
GniazdoGniazdo znajduje się na ziemi. Stanowi wydrapane w gruncie zagłębienie, wyściełane źdźbłami traw i pierzem. Za jego budowę odpowiedzialna jest samica.
JajaJedna samica składa do 12 jaj o wymiarach 44–58×35,5–42,5 mm i ciężarze średnio 39 g. Zdarza się, że w gnieździe znajduje się ich nawet do 41, jednak jest to wynik składania jaj przez kilka samic.
WysiadywanieJaja wysiadywane są przez okres 24 do 27 dni wyłącznie przez samicę. Podczas wysiadywania samiec przebywa z innymi samicami, które nie mają partnerów i kopuluje z nimi. Po wykluciu się młodych powraca do samicy i pomaga jej wychowywać młode. Przez pierwsze dwa tygodnie życia piskląt samiec odpowiedzialny jest za nie przez większość czasu, pomagając im szukać pożywienia i opiekując się nimi nocą. Samica zajęta jest uzupełnianiem braków pożywienia (w okresie inkubacji je raz lub dwa dziennie). 14-dniowe pisklęta potrafią polecieć na krótki dystans. W wieku 5 tygodni młode posiadają już pełne upierzenie (szatę młodocianą).
PożywienieCebule, łodygi (np. cibory), nasiona (np. buzdyganka naziemnego), a także bezkręgowce (głównie w sezonie lęgowym).

## Status i zagrożenia
Międzynarodowa Unia Ochrony Przyrody (IUCN) uznaje perlicę za gatunek najmniejszej troski (LC – Least Concern) nieprzerwanie od 1988 roku. Trend liczebności populacji uznaje się za stabilny.